# 原鯨
原鯨（学名：Protocetus atavus ）是一種已經滅絕的古代鯨魚，屬於原鯨科。巴基鯨生活在始新世中期。原鯨身長為2.5公尺。
原鯨是一種相當原始的鯨魚，仍然擁有後鰭，前鰭則長有腳趾。牠們的長下顎中長有銳利的牙齒。與更原始的巴基鯨不同的是，原鯨可以完全聽見水中的聲音。